# Color Climax Corporation
Die Color Climax Corporation (CCC) war ein großer dänischer Hersteller pornografischer Magazine und Filme mit Sitz in Kopenhagen.

## Geschichte
Das Unternehmen begann 1966 mit der Herausgabe der pornografischen Zeitschrift Color Climax durch die Brüder Jens und Peter Theander in Kopenhagen, zunächst noch illegal, weil Pornografie zu diesem Zeitpunkt auch in Dänemark noch verboten war. Als 1968 das Pornografieverbot in Dänemark aufgehoben wurde, änderte sich die Lage, und die Zeitschrift konnte legal produziert werden. Da Pornografie in den meisten anderen Staaten einige Jahre länger verboten blieb als in Dänemark, wurde die weltweite Nachfrage danach zunächst hauptsächlich in Dänemark (und dort vor allem in Kopenhagen) befriedigt, was dem Unternehmen ein rasches Wachstum und die Herausgabe weiterer Magazintitel ermöglichte. 1969 erschien das erste farbig gedruckte Pornoheft der CCC. In den 1970er-Jahren begann das Unternehmen mit der Produktion pornografischer Filme, die zunächst als Super-8-Filme, später als Videokassetten erschienen. Außer durch Kinder- und Jugendpornographie gewann die Color Climax Corporation Bekanntheit durch tierpornographische Filme, insbesondere mit der Darstellerin Bodil Joensen.

## Kinder- und Jugendpornografie
In den 1970er Jahren wurde Color Climax zu einem der größten professionellen Anbieter von Kinder- und Jugendpornos. Diese erschienen in Form von Magazinen und Super-8-Filmen, später auch auf Video. 

### Jugendpornografische Produktionen
Diese Veröffentlichungen richteten sich dabei nach den Gesetzen, die in den 1970er-Jahren in den jeweiligen Ländern herrschten. Bis 2001 war es in Dänemark erlaubt, Pornos mit Darstellern ab 15 Jahren (die dänische Schutzaltersgrenze) zu produzieren. Color Climax entwickelte Pornos mit jugendlichen Darstellern ab 15. Durch Kleidung und Frisur gab man diesen ein besonders junges Aussehen.

### Kinderpornografische Produktionen
In Ländern, in denen in den 1970er-Jahren nur die Herstellung, nicht aber der Vertrieb von Kinderpornografie verboten war, erschienen Kinderpornos von Color Climax. Diese Länder waren Dänemark, Schweden und die Niederlande. In diesen Pornos waren pornografische Aktaufnahmen von Kindern bis hin zu Geschlechtsverkehr mit Kindern zu sehen. Das Alter der Kinder lag dabei zwischen ca. fünf bis zwölf Jahren. Anfang der 1980er-Jahre wurde Kinderpornografie in Dänemark und Schweden verboten, 1985 auch in den Niederlanden.